# Natació sincronitzada als Jocs Olímpics d'Estiu de 1984
Als Jocs Olímpics d'Estiu de 1984 celebrats a la ciutat de Los Angeles (Estats Units d'Amèrica) es disputaren dues proves de natació sincronitzada, sent la primera vegada que aquest esport formava part del programa olímpic. Espanya hi va participar amb les nedadores catalanes Anna Tarrés i Mònica Antich.
La competició es desenvolupà a la Piscina Olímpica McDonald's de la Universitat del Sud de Califòrnia entre els dies 6 i 12 d'agost de 1984. Hi participaren un total de 50 nedadores de 21 comitès nacionals diferents.

## Resum de medalles
| Prova            | Or                                     | Argent                                | Bronze                              |
| Solo Detalls     | Tracie Ruiz                            | Carolyn Waldo                         | Miwako Motoyoshi                    |
| Parelles Detalls | Estats UnitsCandy Costie · Tracie Ruiz | CanadàSharon Hambrook · Kelly Kryczka | JapóSaeko Kimura · Miwako Motoyoshi |

## Medaller per països de les proves de natació sincronitzada
| Posició | País         | Or | Argent | Bronze | Total |
| 1       | Estats Units | 2  | 0      | 0      | 2     |
| 2       | Canadà       | 0  | 2      | 0      | 2     |
| 3       | Japó         | 0  | 0      | 2      | 2     |